# Perespa
Perespa (ryska: Переспа) är ett vattendrag i Belarus. Det ligger i den östra delen av landet, 300 km sydost om huvudstaden Minsk.
I omgivningarna runt Perespa växer i huvudsak blandskog. Runt Perespa är det glesbefolkat, med 12 invånare per kvadratkilometer.